# Newlyn
Newlyn (korn. Lulynn) – miasto w Wielkiej Brytanii, w Anglii, w hrabstwie Kornwalia i część jednostki miejskiej Penzance. Duży port rybacki.

## Nazwa
Pochodzi z języka kornijskiego (Pierwsze zapisy jako Lulyn i Nulyn) i oznacza "basen dla floty statków".

## Historia
Pod koniec XIX wieku osada stała się ulubionym miejscem zamieszkania i pracy artystów malarzy, korzystających z korzystnego światła i kornwalijskich pejzaży. Pierwszym osiadłym tu artystą był Walter Langley, za nim podążyli Stanhope Alexander Forbes, Thomas Cooper Gotch i inni. Artystów, jako i trend w sztuce określa się jako Newlyn School. W osadzie produkowano też miedziane naczynia, nazywane Newlyn Copper. Obecnie działa zakład The Copper Works.